# Sebastian Armaliani
Sebastian Armaliani (fl. 1554.), jedan od hrvatskih graditelja orgulja. Djelovao u Dubrovniku. Stilski je djelovao pod utjecajem talijanskih graditelja, s naglaskom na mletačke.